# Nove, Ucraina
Nove (în ucraineană Нове) este o așezare de tip urban din orașul regional Kirovohrad, regiunea Kirovohrad, Ucraina. În afara localității principale, nu cuprinde și alte sate.

## Demografie
Componența lingvistică a așezării de tip urban Nove
     Ucraineană (88,91%)
     Rusă (10,85%)
     Alte limbi (0,18%)
Conform recensământului din 2001, majoritatea populației așezării de tip urban Nove era vorbitoare de ucraineană (88,91%), existând în minoritate și vorbitori de rusă (10,85%).